# Hōfu
Hōfu (防府市 -shi) é uma cidade japonesa localizada na província de Yamaguchi.
Em 2003, a cidade tinha uma população estimada em 118 566 habitantes e uma densidade populacional de 628,70 h/km². Tem uma área total de 188,59 km².
Recebeu o estatuto de cidade a 25 de Agosto de 1936.